# MSI Wind

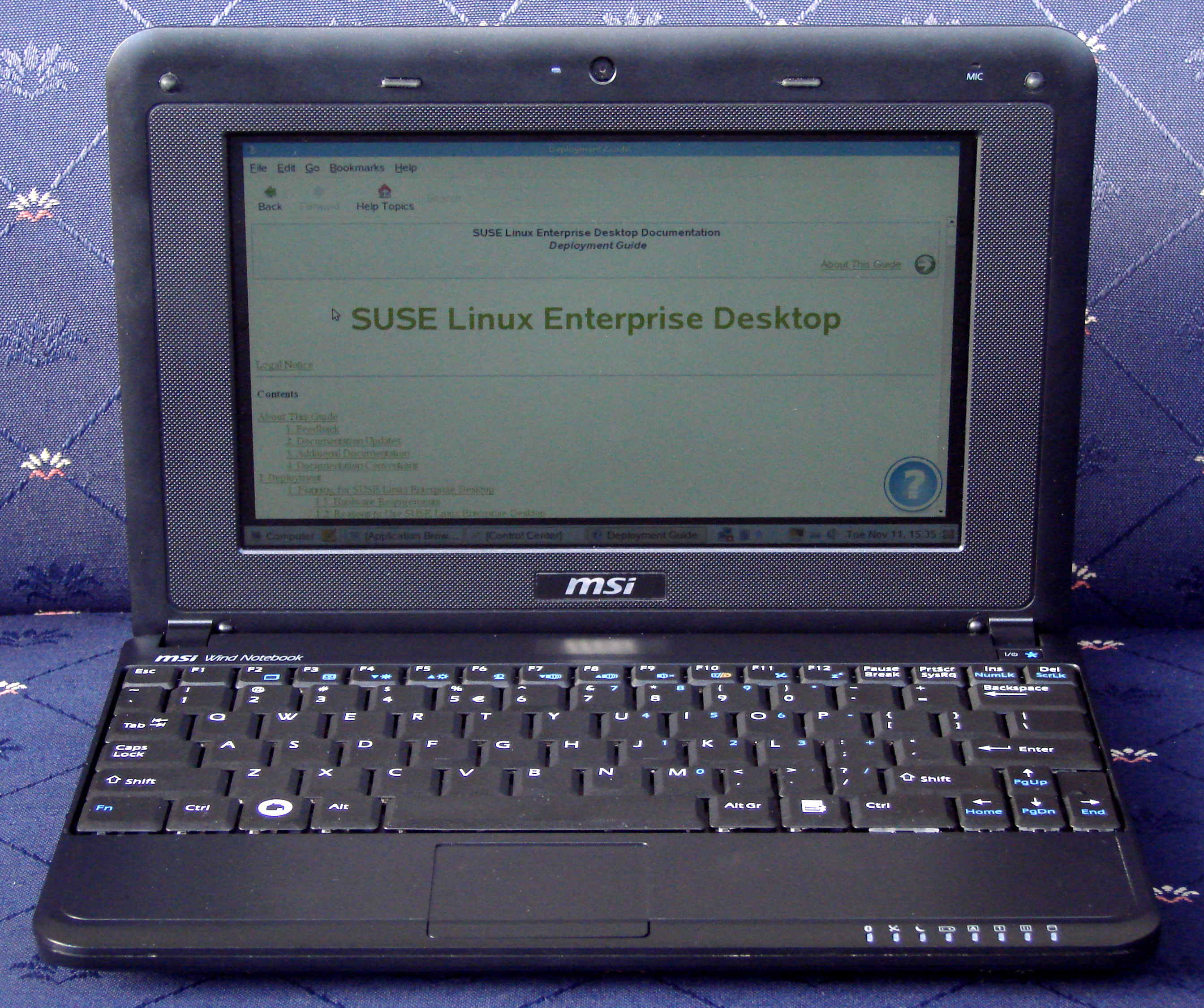
MSI Wind, exécutant le système d'exploitation SuSE Linux

Le MSI Wind est une gamme d'ordinateurs fabriquée par Micro-Star International et fait partie de la catégorie des netbooks. Le nom Wind est une contraction de WIreless Network Device.
Le modèle U100 se positionne en concurrent direct de l'Asus Eee PC 901. Comme celui-ci, il possède un processeur Intel Atom de très faible consommation (3 watts) et une webcam de 1,3 mégapixel selon les versions. Son clavier est cependant plus proche de celui d'un « vrai » ultraportable.
Il y a actuellement plusieurs versions du MSI Wind : le U90, U100, U100plus, U130, U135, U135DX, U140, U150, U160, U120, U200, U210, U230, U250, U270 et le U180.
Les principales nouveautés sont aux niveaux du processeur et du chipset : Le N270 avec le chipset GMA945GM pour le U100 et le Z530 accompagné du chipset US15W (Poulsbo) pour le U115. Ce dernier est censé consommer moins d'énergie grâce à une consommation de la part du processeur très faible (2 watts), d'un chipset capable de décoder de la vidéo tout seul, ainsi qu'un stockage hybride composé d'un disque SSD et d'un disque dur normal. Cette technologie permet au Wind U115 d'atteindre une autonomie record d'environ 20 h, cependant un test effectué par un particulier montre une autonomie réelle de 25 h.

## Système d'exploitation
Comme beaucoup de netbooks, il laisse le choix entre Linux SuSE, Windows 7 et Windows XP Home version SP3 comme système installé en usine.
Le modèle Windows supporte par ailleurs le Bluetooth en standard.

### Version Linux
Wind U90X-020FR Linux
- écran : 8.9" WSVGA LED
- processeur : Intel Atom N270 1,6 GHz
- espace disque total : 80 Go
- mémoire RAM : 512 Mo DDR2
- norme Wi-Fi : 802.11g
- webcam : 1,3 mégapixels
- dimensions : 260 x 180 x 19/31,5 mm
- batterie : 3 cellules
- poids : 1,2 kg
- système d'exploitation : Novell Sled (Suse Linux entreprise desktop) v10

Wind U100X-022FR Linux
- écran : 10,2" WSVGA LED
- processeur : Intel Atom N270 1,6 GHz
- espace disque total : 120 Go
- mémoire RAM : 2 Go DDR2
- norme Wi-Fi : 802.11g
- webcam : 1,3 mégapixels
- dimensions : 260 x 180 x 19/31,5 mm
- batterie : 3 cellules
- poids : 1,2 kg
- système d'exploitation : Novell Sled (Suse Linux entreprise desktop) v10

### Version XP
Wind U100-015 XP (Blanc) | Wind U100-027 XP (Noir)
- écran : 10,2" WSVGA LED
- processeur : Intel Atom N270 1,6 GHz
- espace disque total : 160 Go
- mémoire RAM : 1 Go DDR2
- norme Wi-Fi : 802.11n
- webcam : 1,3 mégapixels
- dimensions : 260 x 180 x 19/31,5 mm
- batterie : 6 cellules
- poids : 1,2 kg
- système d'exploitation : Windows XP Édition Familiale OEM SP3

Wind U115-004FR Hybrid
- écran : 10,2" WSVGA LED
- processeur : Intel Atom Z530 1,6 GHz
- espace disque total : 168 Go (HDD 160 Go + SSD 8 Go)
- mémoire RAM : 1 Go DDR2
- norme Wi-Fi : 802.11n
- webcam : 2 mégapixels
- dimensions : 260 x 180 x 19/31,5 mm
- batterie : 6 cellules
- poids : 1,3 kg
- système d'exploitation : Windows XP Édition Familiale OEM SP3

## Carte mère
- La charge de la batterie est prise en charge par une puce MAXIM 8724E[3]. En entrée, elle supporte des tensions de 8 à 25 V. Elle peut charger 2 à 4 cellules en série. Le courant est limité par défaut à 3 A, mais on peut le régler de 165 mA à 5 A. On peut régler la tension de charge de 4,0 à 4,4 V par cellule.

- L'alimentation du chipset/CPU est assurée par une puce Intersil ISL 6261CRZ[4]. Elle supporte des tensions d'entrée de ~7 à 25 V. Elle peut délivrer 25 A.

- Les 5 V et 3,3 V sont fournis par une puce TI TPS51120[5]. Elle supporte des tensions d'entrée de 4,5 à 28 V. Elle fournit du 3,3 V à 6 A et du 5 V à 6 A. Son rendement en charge est supérieur à 90 %. On peut sélectionner les fréquences de découpage (pour augmenter le rendement ou diminuer la taille des composants) : 180 à 380 kHz pour le 5 V et 270 à 580 kHz pour le 3,3 V.

- U100 : chipset (Northbridge) Intel 945GME[6]. 
Il est alimenté en 1,05 V. Son TDP est de 7 W.
Il supporte un maximum de 4Go de DDR2. 
Il a deux capteurs de température internes. Il s'éteint lorsqu'il atteint les 132 °C. 
Il gère le dual screen.

- U115 : Chipset (Northbridge) Intel SCH Poulsbo[7].
 Son TDP est de 2,3 W. 
 Il est composé d'une puce graphique GMA 500, d'un composant HD Audio, d'un contrôleur P-ATA et supporte deux lignes PCI-Express.
 La partie graphique offre le support des Shaders 3.0+ et le décodage des formats H.264, MPEG2, MPEG4, VC1 et WMV9 de façon matérielle. Cette partie n’est pas d’origine Intel mais utilise une technologie PowerVR